# Досатуй
Досату́й (рос. Досатуй) — селище у складі Приаргунського округу Забайкальського краю, Росія.

## Населення
Населення — 1530 осіб (2010; 2695 у 2002).
Національний склад (станом на 2002 рік):
- росіяни — 93 %